# Jarl Magnus Riiber
Jarl Magnus Riiber (Oslo, 15 oktober 1997) is een Noorse noordsecombinatieskiër. Hij vertegenwoordigde zijn vaderland op de Olympische Winterspelen 2018 in Pyeongchang.

## Carrière
Bij zijn wereldbekerdebuut, in december 2014 in Lillehammer, scoorde Riiber direct wereldbekerpunten. In januari 2015 stond hij in Seefeld voor de eerste maal in zijn carrière op het podium van een wereldbekerwedstrijd. Op 6 februari 2016 boekte de Noor in Oslo zijn eerste wereldbekerzege. Tijdens de Olympische Winterspelen van 2018 in Pyeongchang eindigde Riiber als vierde op zowel de gundersen normale schans als de gundersen grote schans. In de landenwedstrijd sleepte hij samen met Jan Schmid, Espen Andersen en Jørgen Gråbak de zilveren medaille in de wacht.
Op de wereldkampioenschappen noordse combinatie 2019 in Seefeld werd hij wereldkampioen op de gundersen normale schans, op de gundersen grote schans eindigde hij op de vijfde plaats. Samen met Espen Bjørnstad, Jan Schmid en Jørgen Gråbak behaalde hij de wereldtitel in de landenwedstrijd, op de teamsprint legde hij samen met Jan Schmid beslag op de zilveren medaille. In het seizoen 2018/2019 won de Noor de wereldbeker. Dit deed hij mede dankzij twaalf dagzeges, een evenaring van het record van de Fin Hannu Manninen. In het seizoen 2019/2020 prolongeerde Riiber de eindzege in de wereldbeker, met veertien dagzeges verbeterde hij het record dat hij deelde met de Fin Hannu Manninen. In Oberstdorf nam hij deel aan de wereldkampioenschappen noordse combinatie 2021. Op dit toernooi prolongeerde hij de wereldtitel op de gundersen normale schans, op de gundersen grote schans sleepte hij de zilveren medaille in de wacht. Samen met Espen Bjørnstad, Jørgen Gråbak en Jens Lurås Oftebro werd hij wereldkampioen in de landenwedstrijd, op de teamsprint veroverde hij samen met Espen Andersen de zilveren medaille. In het seizoen 2020/2021 won hij voor de derde maal op rij het wereldbekerklassement.

## Resultaten

### Olympische Spelen
| Jaar | Plaats      | Resultaten                               |
| ---- | ----------- | ---------------------------------------- |
| 2018 | Pyeongchang | 4e Gundersen NH · 4e Gundersen LH · Team |

### Wereldkampioenschappen
| Jaar | Plaats     | Resultaten                                         |
| ---- | ---------- | -------------------------------------------------- |
| 2019 | Seefeld    | Gundersen NH · 5e Gundersen LH · Team · Teamsprint |
| 2021 | Oberstdorf | Gundersen NH · Gundersen LH · Team · Teamsprint    |

### Wereldbeker
Eindklasseringen
| Seizoen   | Plaats |
| --------- | ------ |
| 2014/2015 | 35e    |
| 2015/2016 | 13e    |
| 2016/2017 | 39e    |
| 2017/2018 | 7e     |
| 2018/2019 | Goud   |
| 2019/2020 | Goud   |
| 2020/2021 | Goud   |

Wereldbekerzeges
| Datum            | Plaats        | Onderdeel        |
| ---------------- | ------------- | ---------------- |
| 6 februari 2016  | Oslo          | 10 km Gundersen  |
| 30 november 2018 | Lillehammer   | 5 km Gundersen   |
| 1 december 2018  | Lillehammer   | 10 km massastart |
| 2 december 2018  | Lillehammer   | 10 km Gundersen  |
| 22 december 2018 | Ramsau        | 10 km Gundersen  |
| 5 januari 2019   | Otepää        | 10 km Gundersen  |
| 6 januari 2019   | Otepää        | 10 km Gundersen  |
| 26 januari 2019  | Trondheim     | 10 km Gundersen  |
| 27 januari 2019  | Trondheim     | 10 km Gundersen  |
| 2 februari 2019  | Klingenthal   | 10 km Gundersen  |
| 3 februari 2019  | Klingenthal   | 10 km Gundersen  |
| 9 maart 2019     | Oslo          | 10 km Gundersen  |
| 17 maart 2019    | Schonach      | 10 km Gundersen  |
| 29 november 2019 | Kuusamo       | 5 km Gundersen   |
| 30 november 2019 | Kuusamo       | 10 km Gundersen  |
| 1 december 2019  | Kuusamo       | 10 km Gundersen  |
| 7 december 2019  | Lillehammer   | 10 km Gundersen  |
| 8 december 2019  | Lillehammer   | 10 km Gundersen  |
| 22 december 2019 | Ramsau        | 10 km Gundersen  |
| 10 januari 2020  | Val di Fiemme | 10 km Gundersen  |
| 26 januari 2020  | Oberstdorf    | 10 km Gundersen  |
| 31 januari 2020  | Seefeld       | 5 km Gundersen   |
| 1 februari 2020  | Seefeld       | 10 km Gundersen  |
| 2 februari 2020  | Seefeld       | 15 km Gundersen  |
| 22 februari 2020 | Trondheim     | 10 km Gundersen  |
| 23 februari 2020 | Trondheim     | 10 km Gundersen  |
| 7 maart 2020     | Oslo          | 10 km Gundersen  |
| 27 november 2020 | Kuusamo       | 5 km Gundersen   |
| 28 november 2020 | Kuusamo       | 10 km Gundersen  |
| 15 januari 2021  | Val di Fiemme | 10 km Gundersen  |
| 17 januari 2021  | Val di Fiemme | 10 km Gundersen  |
| 29 januari 2021  | Seefeld       | 5 km Gundersen   |
| 30 januari 2021  | Seefeld       | 10 km Gundersen  |
| 31 januari 2021  | Seefeld       | 15 km Gundersen  |
| 20 maart 2021    | Klingenthal   | 10 km Gundersen  |
| 21 maart 2021    | Klingenthal   | 10 km Gundersen  |
| 26 november 2021 | Kuusamo       | 5 km Gundersen   |
| 28 november 2021 | Kuusamo       | 10 km Gundersen  |
| 5 december 2021  | Lillehammer   | 10 km Gundersen  |